# Societat Política dels Camarades
La Societat Política dels Camarades (同志政社, Dōshi Seisha) fou un partit polític del Japó.
El partit fou creat a finals de 1892 per 14 membres de la Cambra de Representants del Japó pertanyents al Partit Liberal després que el líder d'aquest fora investigat sota acusacions de corrupció. Inicialment, el partit fou anomenat Club dels Camarades (同志倶楽部, Dōshi Kurabu) però passà a dir-se Societat Política dels Camarades en esdevindre una associació política.
El partit va aconseguir 18 escons en les eleccions generals de març de 1894. Al maig del mateix any, el partit es fussionà amb la Societat Política de l'Aliança per a formar el Partit Innovador Constitucional.